# Vũ Cao Đàm
Vũ Cao Đàm (Chữ Hán: 武高談, sinh ngày 8 tháng 1 năm1908 tại Việt Nam và mất năm 2000 tại Pháp) là họa sĩ, nhà điêu khắc với nhiều tác phẩm tranh, tượng nổi tiếng được triển lãm ở nơi trên thế giới. Vũ Cao Đàm là một trong nhóm tứ kiệt trời Âu của nền hội họa Việt Nam (Phổ - Thứ - Lựu - Đàm).

## Thân thế
Vũ Cao Đàm là con thứ năm trong một gia đình Công giáo có 14 người con, quê quán ở thôn Trình Xuyên, huyện Vụ Bản, Nam Định; cha là Vũ Đình Thi và mẹ là Phạm Thị Cúc. Anh ruột là bác sĩ Vũ Đình Tụng, nguyên Bộ trưởng Bộ Thương binh. Em ruột là dược sĩ Vũ Công Thuyết, nguyên Thứ trưởng Bộ Y tế nước Việt Nam Dân chủ Cộng hòa.

## Sự nghiệp
Vũ Cao Đàm là sinh viên khóa II của Trường Cao đẳng Mỹ thuật Đông Dương, nhưng là khóa đầu tiên của Khoa Điêu khắc (1926-1931). Thoạt đầu, Vũ Cao Đàm tham gia cả hội họa và điêu khắc, nhưng tới năm thứ nhì thì ông chuyển hẳn sang điêu khắc. Ông từng kể: "Thầy Tardieu (Hiệu trưởng đầu tiên của Trường Cao đẳng Mỹ thuật Đông Dương) thấy tôi có khả năng về điêu khắc và tôi đã nặn tượng bán thân cho cha tôi, ông khen đẹp. Cho nên năm thứ nhì, tôi học thẳng sang ngành điêu khắc và tôi rất thích, sau đó tôi chuyên về chân dung".
Năm 1931, Vũ Cao Đàm tốt nghiệp khóa học tại Trường Cao đẳng Mỹ thuật Đông Dương với kết quả xuất sắc. Ông được nhận học bổng sang Pháp nghiên cứu và nâng cao kiến thức về tạo hình tại Bảo tàng Louvre. Năm 1938, Vũ Cao Đàm kết hôn với nghệ sĩ dương cầm người Pháp Renee. Trong thời gian diễn ra cuộc đại chiến thế giới lần thứ hai (1939-1945), việc làm tượng trở nên hết sức khó khăn. Lý do là ở thời kỳ ấy, nhất là khi quân đội Đức chiếm đóng nước Pháp, họ sẵn sàng tịch thu những vật dụng bằng đồng để phục vụ việc đúc vũ khí. Việc đổ khuôn đồng bị cấm. Vũ Cao Đàm phải nặn tượng bằng đất nung rồi đánh bóng (như các bức ông dựng chân dung vợ chồng thi sĩ Jean Tardieu, con trai thầy dạy cũ của mình). Tình thế khiến Vũ Cao Đàm quyết định chuyển từ làm tượng sang vẽ tranh. Ông vẽ, thoạt tiên là tranh lụa, rồi sơn dầu. Lý do chuyển sang sơn dầu, ngoài sự đam mê khám phá còn xuất phát từ sự bất tiện trong việc thực hiện cũng như bảo quản tác phẩm. Ông cho biết: "Tôi thấy tranh lụa bị giới hạn bởi kích thước của bức tranh, vì có miếng kính che gìn giữ cho lụa cho nên không thể vẽ to được". Năm 1946, khi Hồ Chủ tịch sang thăm Pháp, Vũ Cao Đàm đã tới chụp hình để nặn tượng ông. Bức tượng bằng đất nung (nay không còn), sau được đúc lại bằng đồng.
Vì chứng hen suyễn, ông chuyển từ Paris tới sống ở Béziers miền Nam nước Pháp năm 1949. Ông chuyển tới sống ở Saint-Paul-de-Vence cho tới khi qua đời năm 2000.

## Tác phẩm
Nhiều tác phẩm điêu khắc của ông được coi là mẫu mực của điêu khắc Việt Nam hiện đại trong đó có hai bức tượng hiện được lưu giữ ở Bảo tàng Mỹ thuật Việt Nam là Chân dung và Thiếu nữ cài lược. Hai bức tượng này được nhiều thế hệ họa sĩ, kiến trúc sư vẽ lại, tạo phiên bản thạch cao. Ta có thể bắt gặp phiên bản thạch cao của hai bức tượng này ở bất kì lớp học vẽ kiến trúc, mĩ thuật nào.